# Saint Helens
|  | Per a altres significats, vegeu «St Helens». |

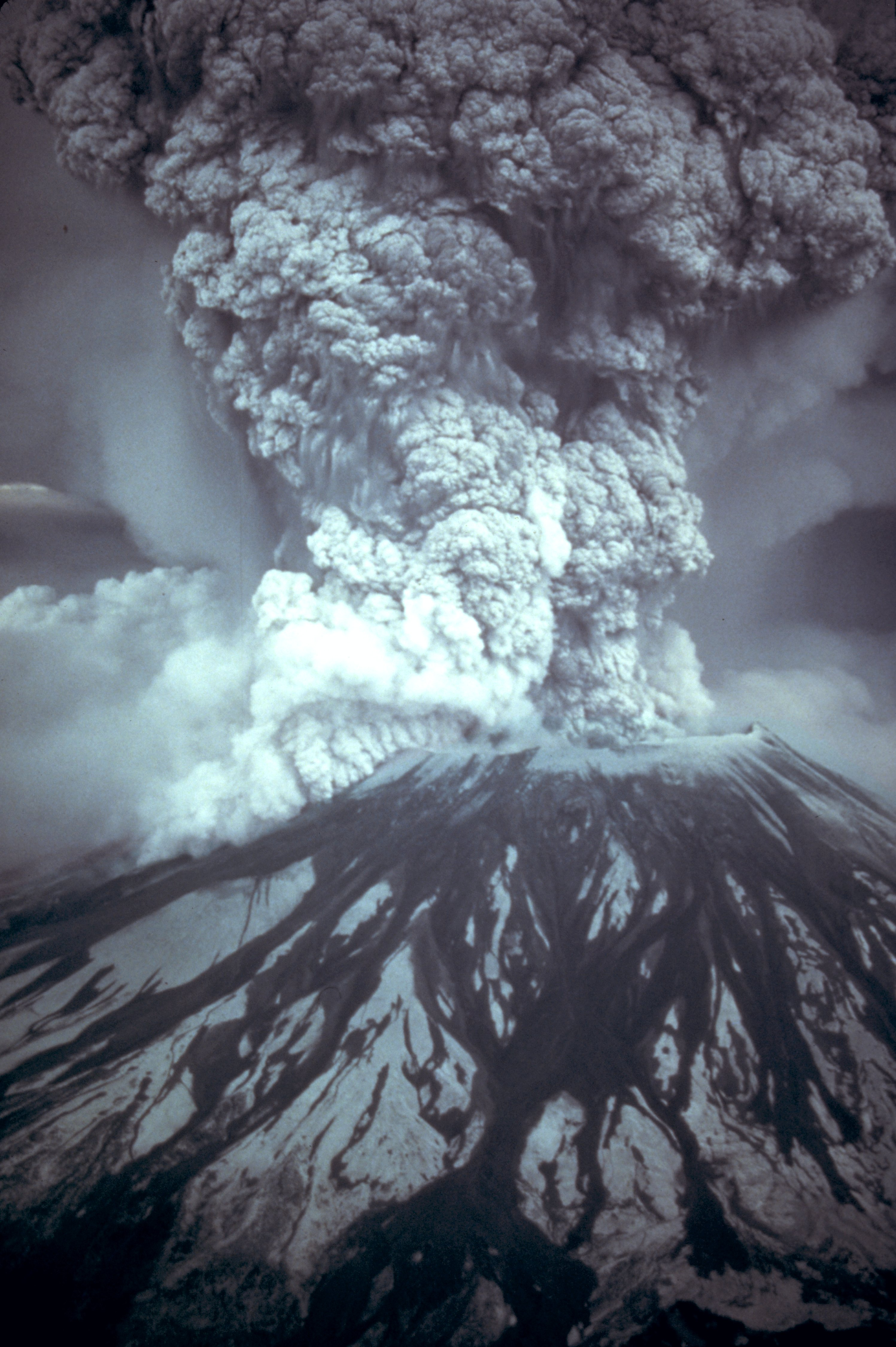
Erupció del volcà de Saint Helens

Saint Helens, en anglès Mount St. Helens, és un estratovolcà actiu situat al comtat de Skamania de l'estat de Washington, al nord-oest dels Estats Units. Es troba a 154 km al sud de la ciutat de Seattle i 85 km al nord-est de Portland. El volcà, conegut per les seves explosions que alliberen cendra volcànica i núvols de foc, forma part de la Serralada de les Cascades i de l’Arc Volcànic de les Cascades, que és un tram de l'Anell de Foc del Pacífic amb aproximadament 160 volcans actius.
El mont Saint Helens és famós des de la seva catastròfica erupció el 18 de maig de 1980 que va causar la mort de 57 persones mentre destruïa 250 cases, 47 ponts, 24 km de ferrocarrils, 300 km de carreteres i més de 500 km² de bosc. Una esllavissada enorme va fer que l'altitud del volcà baixés de 2.950 m mentre desplaçava un volum de 2,3 km3 de material. El cim va ser substituït per un cràter en forma de ferradura d’1 5 km d'amplada.
Com la majoria dels altres volcans de la serralada Cascade, Saint Helens és un con eruptiu format per lava endurida barrejada amb cendra volcànica i pedra tosca. La muntanya té capes de basalt i andesita per les quals passen diverses cúpules de lava constituïdes per dacita. La més gran d'aquestes cúpules, anomenada Goat Rocks dome, va formar el cim anterior a 1980 abans de ser parcialment destruïda i substituïda per una de més petita.

## Toponímia
Saint Helens agafa el seu nom de la diplomàtica britànica Alleyne Fitzherbert, que porta el títol de baró St Helens, que era amic de George Vancouver, un explorador de la regió a finals del segle xviii.
Té diferents noms en llengües natives americanes: Lawala Clough en sahaptin i Low-We-Lat-Klah o Low-We-Not-Thlat en cowlitz, que vol dir «muntanya fumant».

## Geografia

### Situació

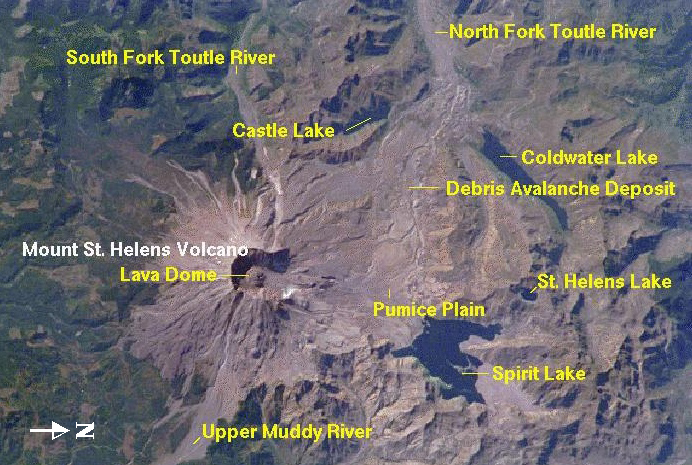
Imatge de satèl·lit subtitulada del Mont Saint Helens i els seus voltants.

Mount Saint Helens es troba al nord-oest dels Estats Units, al sud-oest de l'estat de Washington, al comtat de Skamania . S'aixeca 18 km al nord-est de Cougar, 55 kilomètres a l'est de Longview i Kelso, 85 km al nord-nord-est de Portland, mentre que Seattle, la capital de l'estat, es troba a 155 km al nord. El congost del riu Columbia, que forma la frontera de l'estat amb el d'Oregon, talla la Serralada de les Cascades, de la qual forma part el cim, a 60 km al sud-sud-est. Les costes de l'oceà Pacífic es troben a 135 kilomètres a l'oest. El cim i el volcà més propers és el mont Adams a 55 km a l'est; El mont Rainier, el volcà més alt de la serralada de les Cascades, es troba a 80 km al nord-est i el mont Hood 100 km al sud-sud-est.

### Topografia
L'erupció del 1980 del puig Saint Helens va ser l'erupció volcànica més significativa en els 48 estats continentals dels EUA, en tota la història escrita dels Estats Units d'Amèrica. L'erupció va ser precedida d'una llarga sèrie de terratrèmols i episodis de bufades de vapor que provocaren una enorme deformació i una fractura del vessant nord del puig de Saint Helens. Un terratrèmol el 18 de maig de 1980 va causar l'afebliment, complet, del vessant nord, que es va esllavissar, exposant sobtadament la lava líquida formada per roca rica en gas i vapor del volcà a una baixa pressió. Això causà l'explosió en forma d'una mescla molt calenta de lava en pols i roca antiga que va anar a gran velocitat en direcció al Spirit Lake; ràpidament va passar la cara nord de l'esllavissament. Amb el temps, la cendra i els lahars van aturar el seu avanç; 57 persones hi van morir, així com milers d'animals, centenars de milles quadrades foren devastades, i es produí per sobre de mil milions de dòlars en danys.

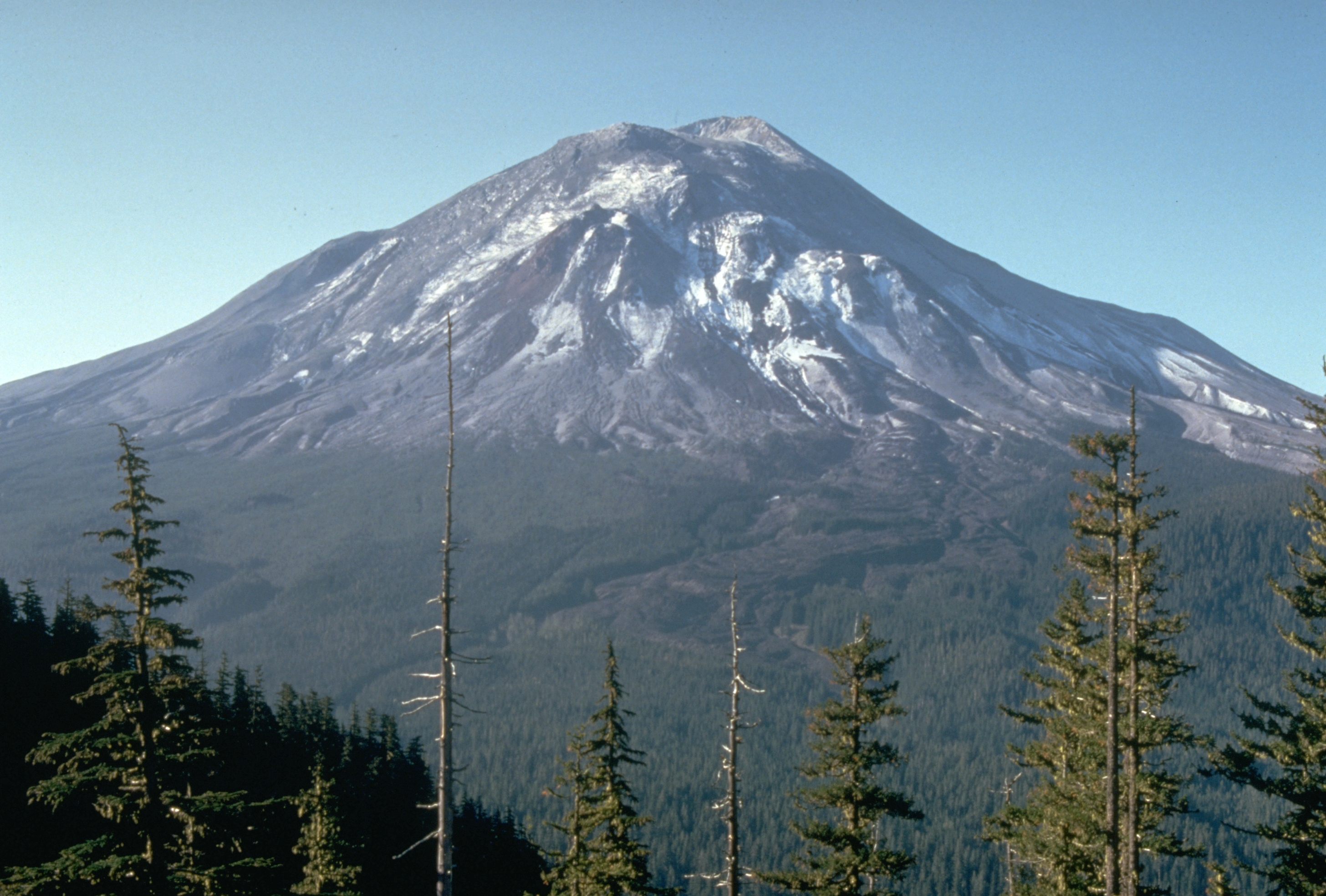
El mont Saint Helens la vigília de la seva erupció de 1980 que va veure que va perdre una gran part de la seva massa creant un cràter gegantí.

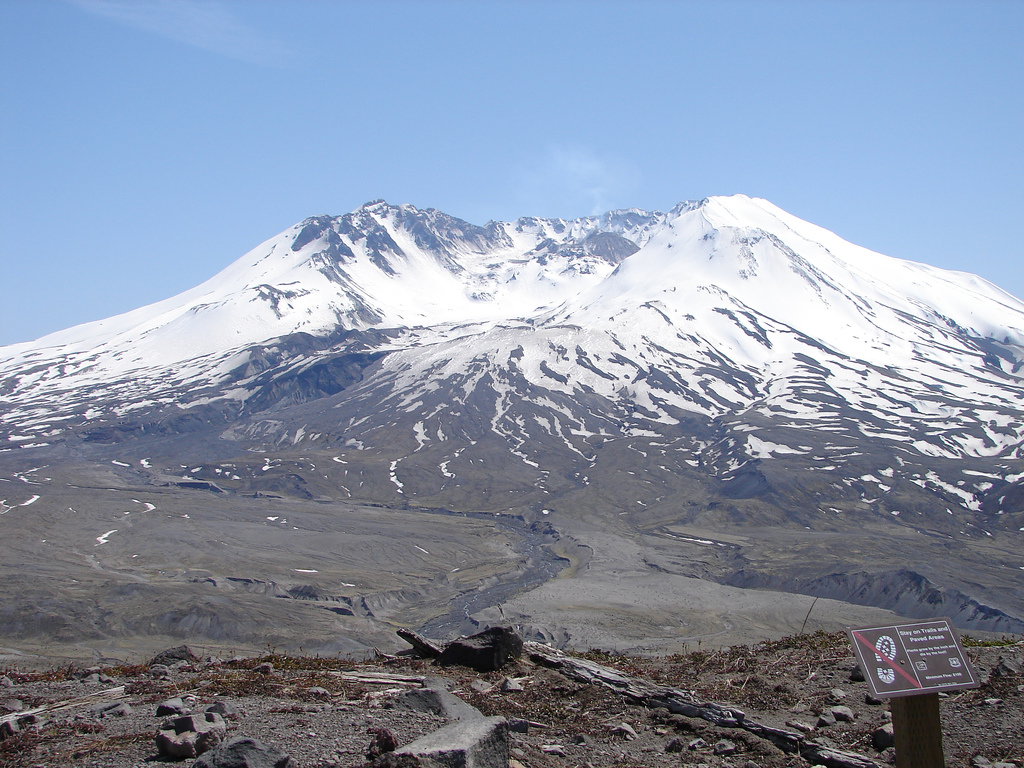
Mont Saint Helens nevat de Johnson Ridges, 9 de maig de 2006.

De forma relativament cònica abans de l'erupció de 1980, el volcà ara presenta una forma de ferradura oberta al nord en una àmplia vall que s'obre cap al llac Spirit. El cràter del cim acull diverses cúpules de lava, així com una glacera: Glacera del cràter. Les vores d'aquest cràter són relativament regulars i tenen un pic a 2.540 m sobre el nivell del mar. L'erupció de 1980 després d'haver volat la vegetació i submergit la regió sota cendra volcànica, els flancs del volcà estan completament desproveïts de vegetació mentre que l'entorn, encara ple de troncs d'arbres arrencats per l'explosió de l'erupció, comença a ser recolonitzat per vegetació.
Abans de la seva erupció de 1980, el mont St. Helens era el cinquè cim més alt de l'estat de Washington i superava àmpliament les dimensions dels turons circumdants. El seu cim estava cobert de neu i gel, cosa que també li va valdre el nom de «Fuji-san d'Amèrica» («Mont Fuji d'Amèrica»). El cim del pic es trobava a poc més de 1.500 m sobre la seva base situada entre els 1.220 m i els 1.340 m sobre el nivell del mar mentre que el diàmetre de la seva base mesurava uns nou quilòmetres.
Tot i que Mount Saint Helens es troba al comtat de Skamania, la seva millor ruta d'accés passa pel comtat de Cowlitz cap a l'oest. L'autopista estatal 504, anomenada localment Spirit Lake Memorial Highway, s'uneix a la carretera principal Interstate 5 a la sortida 49 a 55 km l'oest de la muntanya. Aquesta carretera principal connecta les comunitats de Castle Rock, Longview i Kelso seguint el riu Cowlitz abans de travessar l'àrea urbana de Vancouver (Washington), Portland durant 80 km al sud-oest. La localitat més propera al volcà es diu Cougar i es troba a 18 km al sud-oest del pic.

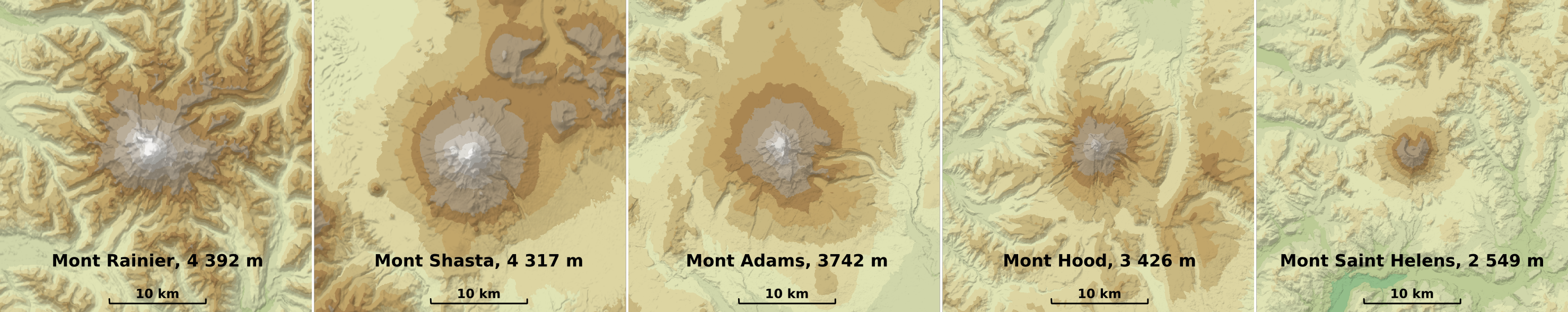
Comparació, a la mateixa escala, amb altres volcans de la Serralada de les Cascades.

### Hidrografia

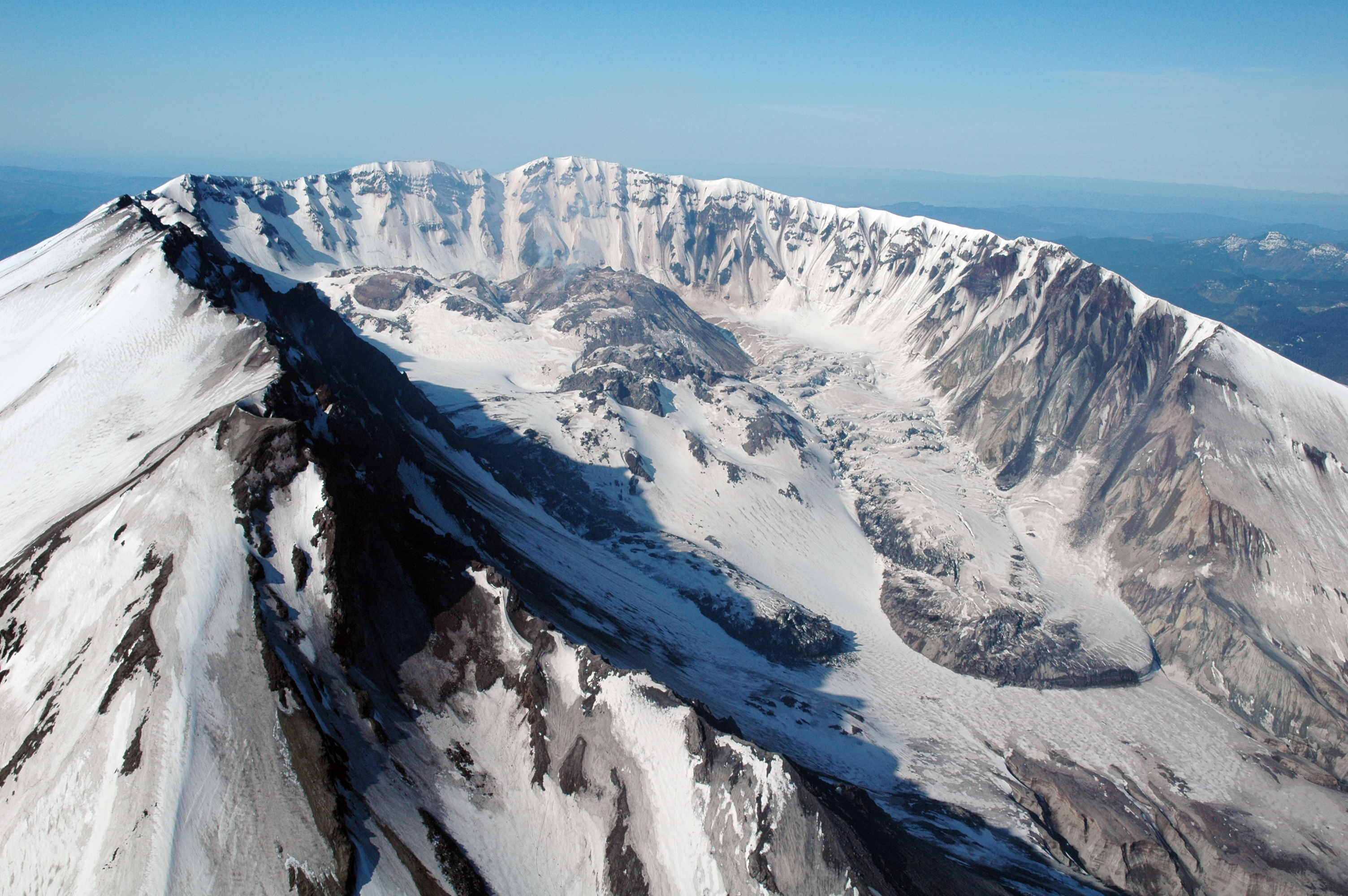
Foto aèria de la glacera del cràter.

Els rierols que neixen al volcà desemboquen en tres rius diferents. Aquests són el Toutle al nord i al nord-oest, el riu Kalama a l'oest i el riu Lewis al sud i a l'est. El riu Lewis té tres preses hidroelèctriques per a la generació d'energia. Les parts sud i est del volcà subministren aigua a Swift Reservoir.
Durant l'hivern de 1980-1981, una glacera actualment coneguda oficialment com a Glacera del Cràter, però abans coneguda com a Glacera Tulutson, va començar a créixer molt ràpidament (14 m gruix per any) a l'ombra del cràter. S'alimenta de les nombroses precipitacions de neus i de les repetides allaus al costat del volcà. L'any 2004 va cobrir uns 0,93 km². La glacera es veu fosca i bruta a l'estiu a causa de la caiguda de roques i la pols de l'erupció. El gel arriba a un gruix mitjà de 100 m amb un màxim de 200 m. Tot el gel actual és posterior a l'erupció de 1980, però el seu volum ja és idèntic al d'abans de l'erupció.
Amb les recents activitats volcàniques observades des de l'any 2004, el nou gel s'ha esquerdat i actualment té esquerdes i seracs causats pel moviment del fons del cràter. La seva forma canvia ràpidament a causa de l'ascens del cràter i les fortes nevades. La nova cúpula volcànica gairebé ha separat la glacera en una part oriental i una part occidental. Tanmateix, la glacera continua expandint-se lentament per la vall sota el seu propi pes. En realitat, hi ha dos avenços de gel cap a la vall. L'avanç de llevant baixa més avall de la vall gràcies a la seva posició ombrívola al vessant de la muntanya que el protegeix dels raigs solars. Des de l'any 2004, s'ha format nou gel als flancs del cràter i alimenta així els avenços de la glacera amb nous gel i roques. També apareixen noves acumulacions de neu en llocs nous del volcà que eventualment poden provocar la creació de noves glaceres.

### Geologia
Aquest volcà és de tipus explosiu a causa de l'augment del magma andesític molt ric en sílice. Això caracteritza un vulcanisme de subducció comú a Califòrnia.
Saint Helens és «jove» des d'un punt de vista geològic en comparació amb altres volcans de la regió. Va començar a formar-se fa menys de 40.000 anys mentre que el seu pic anterior a 1980 va començar a augmentar fa només 2.200 anys. És el volcà més actiu de la Serralada de les Cascades des de l'Holocè (10.000 darrers anys).
Els corrents oceànics de l'oceà Pacífic i la gran altitud provoquen pluges abundants o nevades. Així cauen de mitjana 3.600 litres d'aigua per metre quadrat i any i la profunditat de la neu pot arribar als 4,9 m.

## Història

### Història eruptiva

#### Activitats eruptives més antigues

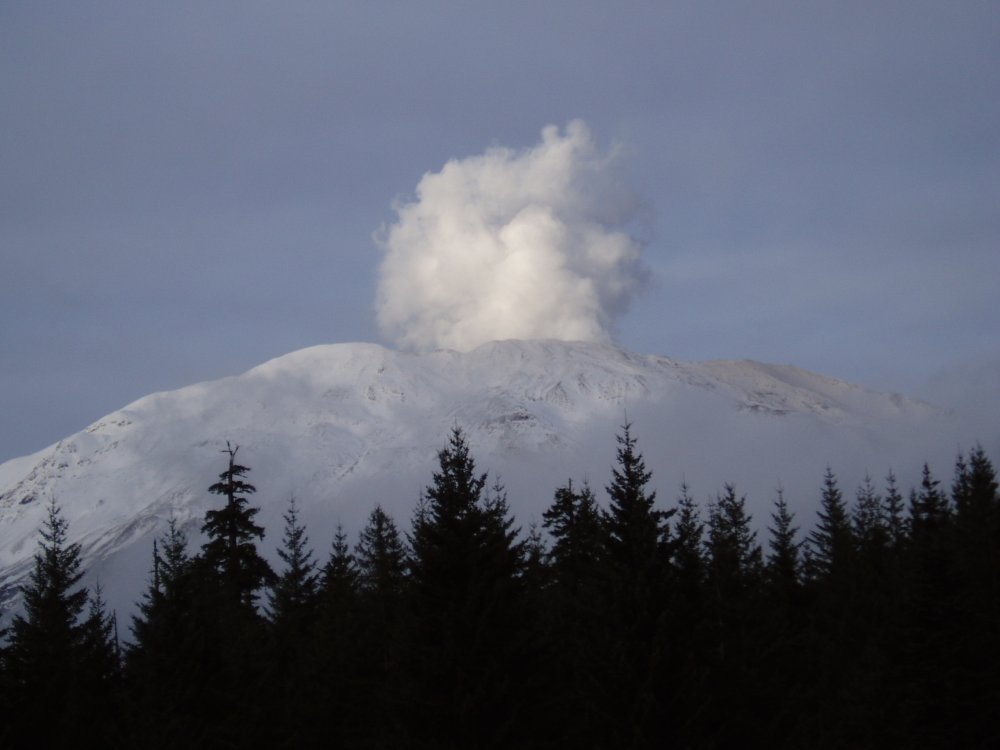
Un plomall de fum expulsat de la muntanya el desembre de 2004.

Zona tectònica de la Serralada de les Cascades.

El primer període eruptiu de la muntanya Saint Helens es coneix com l’Ape Canyon Stage dels simis (fa uns 35.000 anys), el «Període puma» (Cougar Stage) té uns 18.000 anys i el període de Swift Creek uns 8.000 anys. Aquests tres primers períodes s'agrupen sota el nom de «Període antic». El període modern que va començar l'any 2.500 anys aC s'anomena Spirit Lake Stage. El període modern i el període antic difereixen en la composició de les laves. Els antics es componen de dacita i andesita, mentre que la composició de l'època moderna és més diversa amb notablement olivina, basalt a més d'andesita i dacita.
El mont Saint Helens va començar a créixer al Plistocè fa uns 37.600 anys. Durant l’Ape Canyon Stage, es van produir erupcions de pedra tosca i cendres 36.000 anys, un gran lahar baixava pel volcà. Les esllavissades de fang van ser d'una força significativa durant tots els cicles d'erupcions del mont St. Helens. El primer període va acabar fa uns 35.000 anys i va ser seguit per 17.000 anys de calma. Parts del primer con del volcà van ser desplaçades per les glaceres durant la glaciació que va tenir lloc fa entre 14.000 anys.
El segon període eruptiu, compost per núvols de foc i colades de lava, va començar fa 20.000 anys i va durar 2.000 anys. Després de 5.000 nous anys més de son, el volcà es va despertar 13.000 anys abans de tornar a dormir 8.000 anys. Aquest darrer període antic va veure la presència de colades piroclàstiques, l'aixecament de la cúpula i el revestiment del paisatge amb ejectes.

#### Períodes eruptius deSmith CreekiPine Creek
La resta que va durar uns 3.500 anys va acabar fa uns 4.500 anys amb l'inici del període Smith Creek. Les erupcions van arrossegar grans quantitats de cendres i pedres tosques de color groc-marró que van cobrir àrees de diversos milers de quilòmetres quadrats. L'erupció que es va produir l'any 1.900 anys aC. és, sens dubte, el més gran que ha conegut la muntanya durant l'Holocè si jutgem el volum d'una capa de cendres datada d'aquesta època. Aquest període eruptiu va durar fins al 1.600 aC. i va deixar una capa de material de 46 cm abocada a 80 km de distància al Parc Nacional del Mont Rainier. Fins i tot es van trobar rastres al nord-est del parc nacional de Banff a la província canadenca d'Alberta i a l'estat d'Oregon al sud. Això suggereix que durant aquest cicle es van alliberar uns 10 km³ de material. Aleshores, el volcà va descansar durant 400 anys.
El mont Saint Helens es va despertar de nou 1.200 anys aC durant el període eruptiu de Pine Creek. Va durar 400 anys i es va caracteritzar per erupcions més petites. Diverses colades piroclàstiques van tocar les valls veïnes. Una gran esllavissada de fang va obstruir parcialment 65 km del curs del riu Lewis entre 1000 i 500 anys aC.

#### Períodes eruptius deCastle CreekiSugar Bowl
El període eruptiu de Castle Creek va començar 400 anys aC i es caracteritza per un canvi en la composició de la lava amb l'aparició d'olivina i basalt. Llavors va començar a formar-se el màxim anterior al 1980. Importants colades de lava van caracteritzar aquest període en comparació amb les antigues que estaven compostes en major proporció per abocaments de cendres. Una colada de lava va desembocar als rius Lewis i Kalama 100 anys aC. El 1r segle de la nostra era va veure una esllavissada de fang arribar a les valls dels rius Toutle i Kalama. Fins i tot podria haver arribat al riu Columbia. Van seguir 400 anys de son.
El període anomenat Sugar Bowl va ser curt i molt diferent dels altres. Va veure la primera explosió lateral de la muntanya abans de la de 1980. El volcà va començar a formar lentament una cúpula abans d'entrar en erupció violenta una o dues vegades alliberant petits volums de material.

#### Període de Kalama iGoat Rocks
700 anys de son va acabar l'any 1480 quan es van abocar grans quantitats de material eruptiu grisenc al començament del període Kalama. L'erupció de 1480 va ser diverses vegades més gran que la del 18 de maig de 1980. El 1482 va tenir lloc una altra erupció similar en volum a la de 1980. La cendra va ser llançada 9,5 km al nord-est del volcà creant una capa de cendra d'un metre. A 80 km, la capa encara tenia cinc centímetres de gruix. Els fluxos piroclàstics van arribar a la conca del riu Kalama. El cicle es va aturar cap al 1647 i això durant un període de 150 anys.

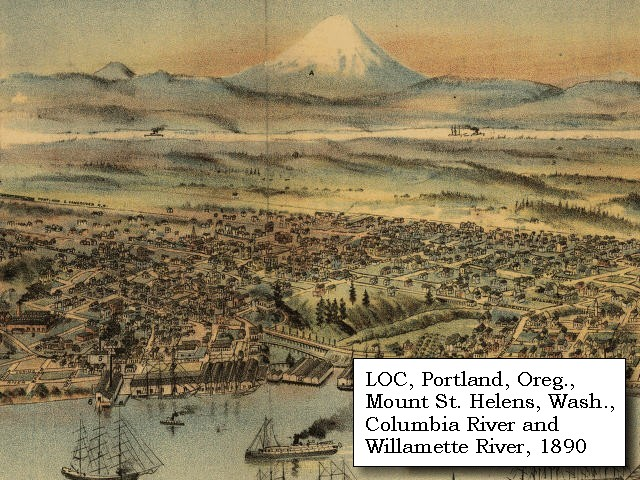
L'aspecte simètric de la muntanya abans de l'erupció de 1980 li va donar el títol de «Mont Fuji d'Amèrica». Aquesta forma va aparèixer durant els períodes de Kalama i Goat Rocks.

El període eruptiu de 57 anys de Goat Rocks va començar l'any 1800. Per primera vegada en la història del volcà, els escrits relaten els esdeveniments gràcies a la recent arribada dels colonitzadors blancs. Com en el període anterior, l'erupció va començar amb una explosió de dacita seguida de colades de lava d'andesita. L'erupció va culminar amb la creació d'una cúpula de dacita. L'erupció de 1800 va rivalitzar amb l'erupció de poder de 1980 encara que no es va produir cap destrucció massiva del con. Les cendres es van abocar al centre i l'est de Washington, el nord d'Idaho i l'oest de Montana. Entre 1831 i 1857 es van produir una dotzena de petites erupcions de cendra, inclosa una de més gran el 1842. La xemeneia d'expulsió es trobava molt probablement a la zona de Goat Rocks situada al flanc nord-est del volcà.

#### Període eruptiu contemporani

##### 1980 a 2001

Creixement de la cúpula entre 1980 i 1986.

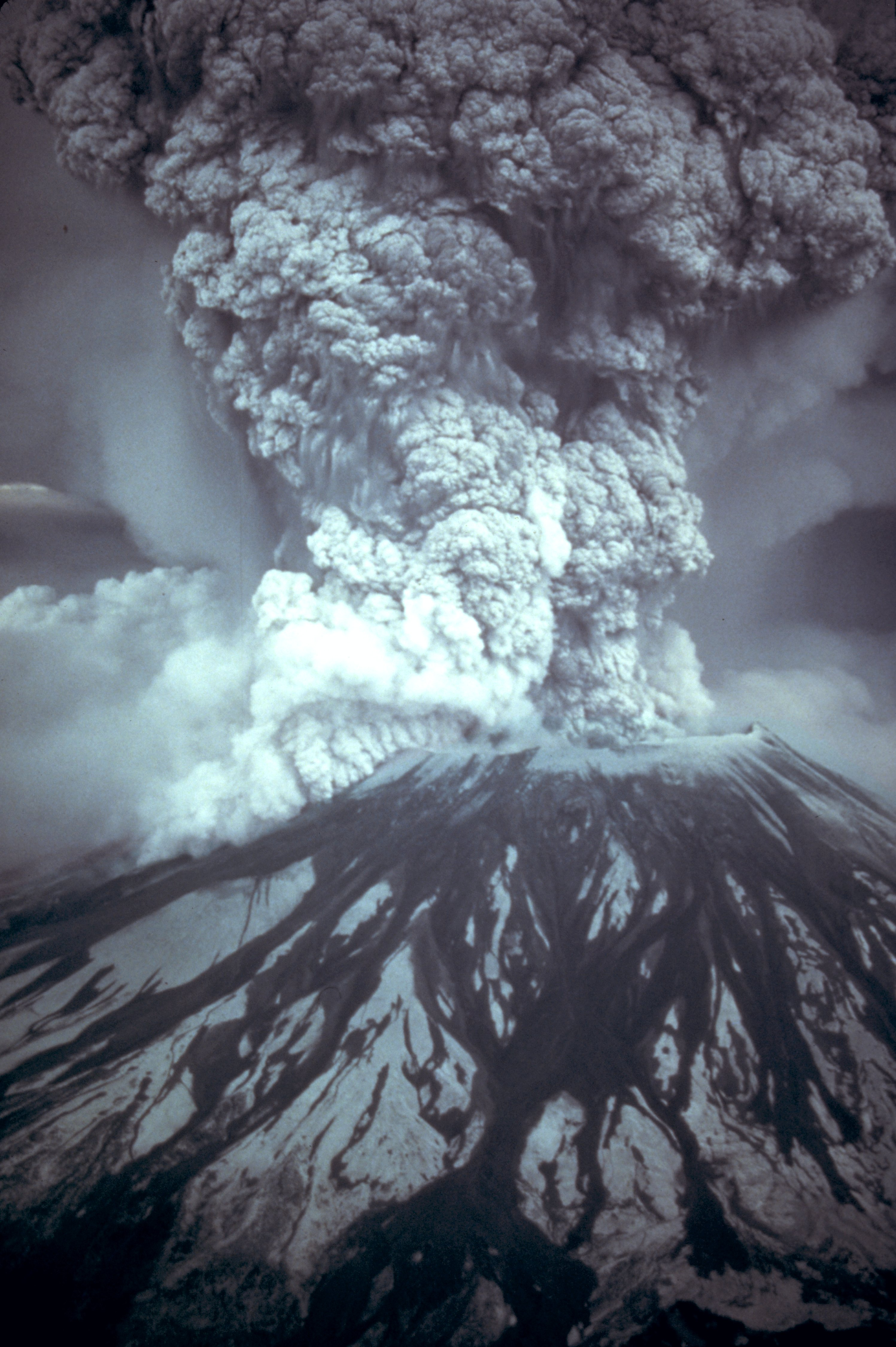
Erupció del Mont Saint Helens el 18 de maig de 1980 a 8 h 32 locals del matí.

El 20 de març de 1980, el mont Saint Helens va ser l'escenari d'un terratrèmol de magnitud 4,2 a l'escala de Richter. Els vapors van escapar el 27 de març. A finals d'abril, el vessant nord de la muntanya va començar a bombar-se. Un segon terratrèmol de magnitud 5,1 va començar el 18 de maig a les 8 h 32 sense cap senyal d'advertència. Això va danyar greument el flanc nord del volcà creant una esllavissada gegantina. Material volcànic sota pressió a l'interior de la muntanya St. Helens alliberat en un flux piroclàstic massiu que va cobrir vegetació i assentaments de més de 600 km². L'erupció es va classificar com de força 5 en l'Índex d'explosibilitat volcànica.
La destrucció del flanc va crear lahars (esllavissades de fang) composts per gel, neu i aigua. Els lahars van fluir durant diversos quilòmetres al llarg dels rius Toutle i Cowlitz destruint ponts i campaments forestals. Així, un total d'uns 3 km³ de material es van transportar fins a 27 km del volcà.
Durant més de nou hores, un enorme plomall de cendra va enfosquir el cel pujant a una alçada d'entre 20 km sobre el nivell del mar. El plomall es va moure cap a l'est a una velocitat mitjana de 95 km/h en arribar a l'estat d'Idaho al migdia.
Cap a les 17 h 30, el plomall va disminuir de mida i el nombre d'explosions va disminuir durant els dies següents. L'energia alliberada era equivalent a 350 megatones de TNT, que és similar a 27.000 bombes atòmiques d'Hiroshima. El volcà va alliberar un total de 2,9 km³ de material, sense comptar el material desplaçat durant l'esllavissada. L'alçada del volcà va caure 400 m i es va crear un cràter de 3,2 km de diàmetre i 800 m de profunditat. L'erupció va matar 57 persones, uns 7.000 grans animals salvatges (cérvols, alces i óssos) i uns dotze milions de peixos. L'erupció va destruir o danyar entre 200 i 250 cases, 24 km de ferrocarrils i 300 km de carreteres.
Entre 1980 i 1986, l'activitat va continuar amb la creació d'una nova cúpula al cràter. Des del 7 de desembre de 1989 al 6 de gener de 1990 i del 5 de novembre de 1990 al 14 de febrer de 1991, el volcà va entrar en erupció llançant grans núvols de cendra.

##### Des del 2004

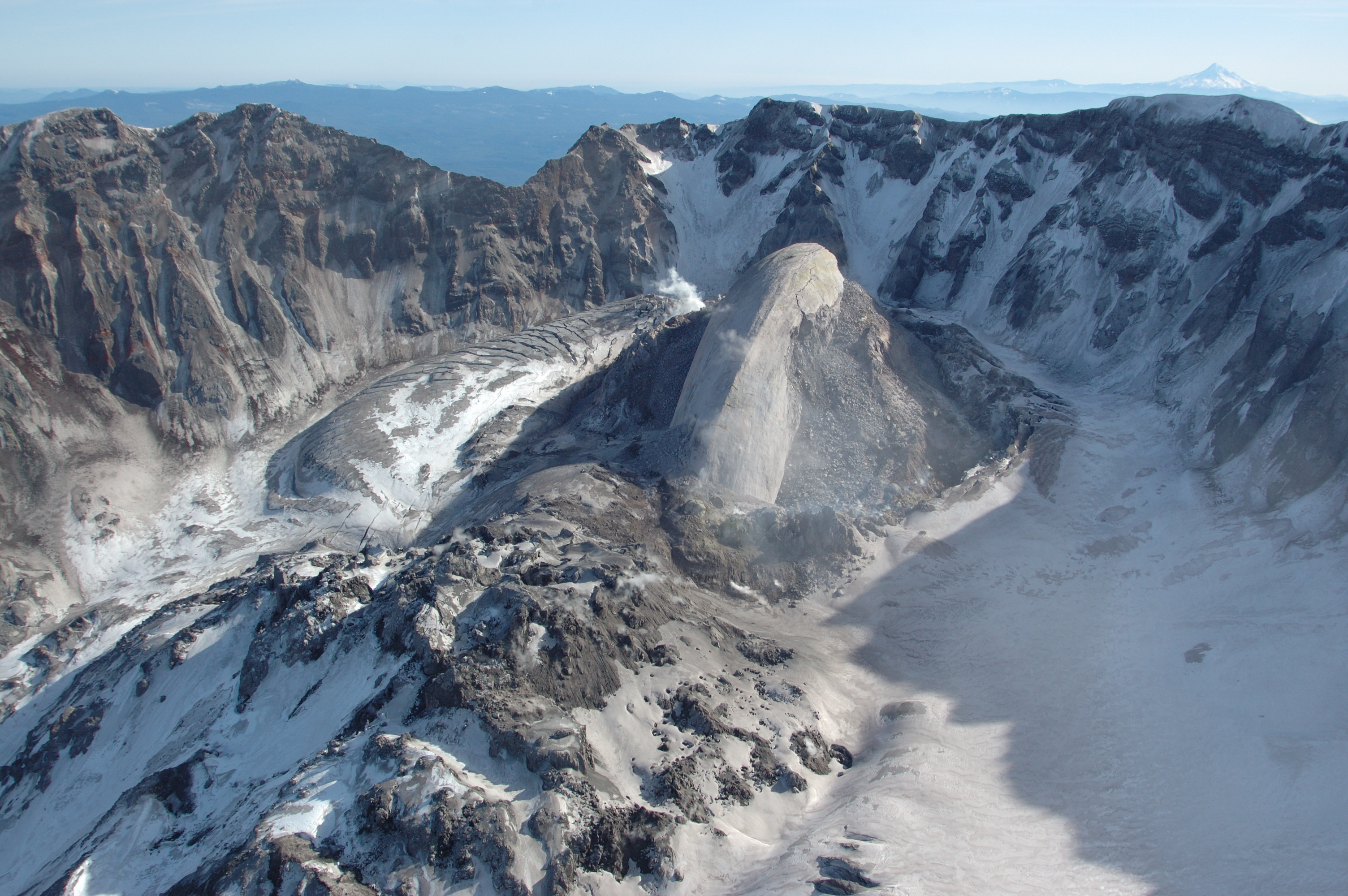
La muntanya el febrer de 2005.

El magma va arribar a la part superior del cràter l'11 d'octubre de 2004 mitjançant la creació d'una nova cúpula al sud del cràter existent. Va continuar creixent el 2005 i el 2006. Mount Saint Helens va mostrar una activitat reforçada el 8 de març de 2005 quan un plomall de pols va pujar a 11.000 m que el va fer visible des de la ciutat de Seattle. Aquesta erupció menor va anar acompanyada d'un terratrèmol de magnitud 2,5.
El 22 d'octubre de 2006, un terratrèmol de magnitud 3,5 a l’escala de Richter va fer caure part de la cúpula magmàtica, enviant una projecció de cendres de més de 600 m d'alçada.
El 19 de desembre de 2006, es va observar un gran plomall de cendra fent creure a la població que s'havia produït una gran erupció. Al contrari, l'Observatori Regional de Volcans (USGS) no va esmentar res alarmant en la mida del plomall observat. De fet, el volcà ha estat en erupció permanent des de l'octubre de 2004, però les erupcions sempre han estat molt limitades.
El 22 d'agost de 2009, es van registrar diversos terratrèmols de magnitud 2 a 2,4 a l'escala de Richter. A conseqüència d'aquests tremolors, l'activitat geotèrmica de la cúpula de lava del cràter va augmentar.
El 12 d'abril de 2010, després de llargs mesos de baixa intensitat geotèrmica, un esclat d'activitat a la cambra magmàtica va provocar un alliberament inoportú de fums amb un alt contingut d'àcid sulfhídric.

### Història humana

#### Importància per als nadius americans
S'han descobert rastres de la presència d'antics llocs de vida al bosc nacional de Gifford Pinchot que envolta la muntanya. La datació d'aquests llocs demostra que la gent va viure aquí almenys durant 6.500 anys. La muntanya probablement va causar efectes dramàtics en la vida dels ocupants de la regió. Així, els arqueòlegs han demostrat que una erupció havia cobert un campament amerindi amb pedra tosca fa aproximadament 3.500 anys. Això va fer que la zona quedés abandonada durant aproximadament 2.000 anys. Més recentment, els nadius americans de les tribus Cowlitz, Klickitats, Chinook i Yakama encara es desplaçaven estacionalment per la zona per caçar, pescar i recollir baies comestibles.

#### Exploració europea
Un comandant de la Royal Navy anomenat George Vancouver i la seva tripulació de l’HMS Discovery van albirar la muntanya el 19 de maig de 1792 en un viatge d'exploració de les costes nord del Pacífic que els va portar a la desembocadura del riu Columbia. Va ser la primera vegada que els exploradors europeus van esmentar la presència del volcà.
Anys més tard, altres exploradors i caçadors van sentir parlar d'una erupció a prop. Els geòlegs i historiadors han determinat a partir dels seus registres que l'erupció va tenir lloc l'any 1800, que correspon al començament del període eruptiu de 57 anys del cràter Goat Rocks (vegeu la secció de geologia). Alarmats per la caiguda de cendra volcànica, els nadius americans de la tribu Nespelem al nord-oest de l'estat de Washington van ballar i pregar pel menjar que necessitaven per a l'hivern.
A finals de 1805 i principis de 1806, membres de l'expedició de Lewis i Clark van albirar el volcà des del riu Columbia, però no van notar cap erupció ni tan sols rastres. No obstant això, van descobrir sorramolls que impedien l'accés a la desembocadura del riu Sandy prop de Portland, cosa que suggereix una erupció del mont Hood en dècades anteriors.

#### Colonització europea

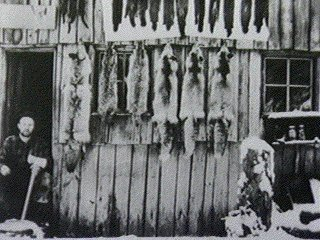
foto del d'un caçador a la zona de Saint Helens.

Els primers habitants locals no nadius americans van ser els caçadors europeus. Aquests van treballar per a la Companyia de la Badia de Hudson. A principis de la dècada de 1890, un ermità anomenat Ole' Peterson es va instal·lar en una cabana a Cougar Flats, al llarg del riu Lewis superior, Durant aquests anys, es va crear un districte miner de 404 km² al nord del llac Spirit. El 1911, hi havia 400 mines a la zona. No obstant això, no es va trobar cap mena en quantitats suficients per ser realment rendible donats els costos de transport que comporta la llunyania de la zona.

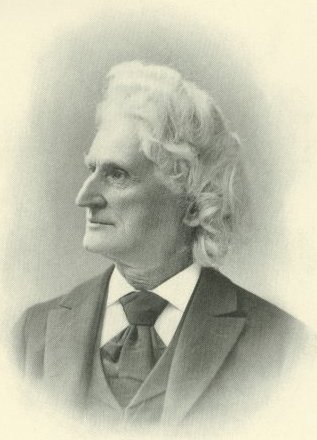
James Dwight Dana va ser un dels primers geòlegs a estudiar el volcà.

La primera evidència d'una erupció va venir de la doctora Meredith Gairdner l'any 1835 mentre treballava per a la Companyia de la Badia de Hudson situada a Fort Vancouver. Va enviar el seu testimoni a l 'Edinburgh New Philosophical Journal que va publicar la seva carta el gener de 1836. El geòleg de la Universitat Yale James Dwight Dana va albirar el volcà durant una exploració dirigida pels Estats Units. Un altre membre de l'expedició va descriure formacions de lava basàltica a la base de la muntanya.
A principis de l'hivern de 1842, els habitants van ser testimonis del que aleshores s'anomenava «gran erupció». Durant 15 anys, la muntanya va escopir núvols de cendra. Les erupcions d'aquest període van ser de tipus freàtic (explosions de vapors). Reverend Josiah Parrish va veure el fenomen a la localitat de Champoeg a Oregon el 22 de novembre de 1842. Les cendres van arribar a la localitat de The Dalles a Oregon situada a 80 km al sud-oest del volcà.

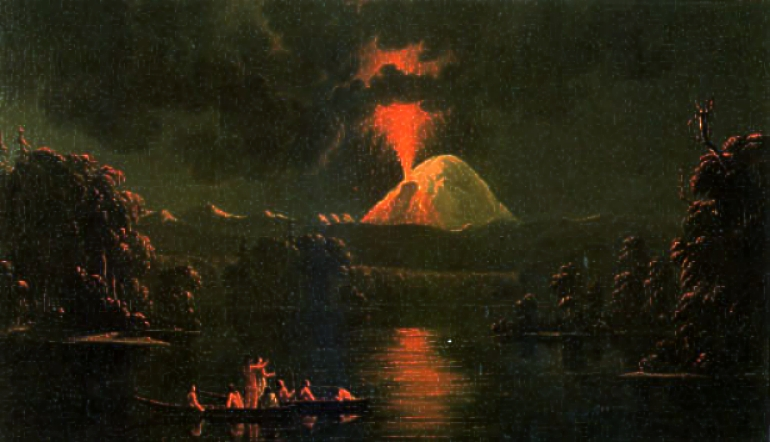
Mont Saint Helens en erupció de nit. Pintura de Paul Kane després de visitar la zona el 1847.

El tinent britànic Henry J. Warre va controlar l'erupció el 1845 i dos anys més tard el pintor canadenc Paul Kane va representar el volcà. El treball de Warre va descriure material volcànic a prop d'un évntor situat a un terç del camí des del cim al flanc oest o nord-oest (segurament a Goat Rocks). Un dibuix de Kane representa fum sortint de la mateixa zona.
Tot i que no s'havia parlat del volcà des de 1854, un diari local va informar que el 17 d'abril de 1857 que un dels volcans de la regió estava en erupció, però el baix gruix de les capes de cendra associades a aquest esdeveniment indica una erupció de baixa intensitat.
Abans de l'erupció de 1980, Spirit Lake oferia activitats recreatives durant tot l'any, com anar en barca a l'estiu o esquiar a l'hivern.

#### Erupció de 1980

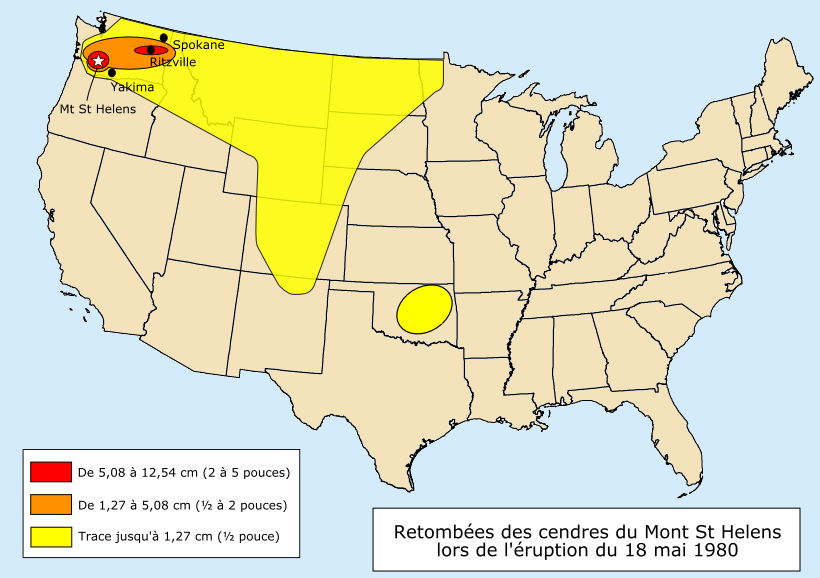
ELes cendres de l'erupció van afectar milions de persones. Van morir i el cost dels danys va ascendir a mil milions de dòlars.

El mont Saint Helens va entrar en erupció el 18 de maig de 1980. Després de mesos d'intensa activitat que va aixecar part del flanc nord del volcà, un terratrèmol va provocar la ruptura total del flanc nord del volcà durant una esllavissada gegantina. La roca evacuada va alliberar els materials a pressió dins del volcà, la qual cosa va donar lloc a l'erupció volcànica més gran mai registrada a l'interior dels Estats Units continentals. (vegeu la secció de Geologia per a més detalls)

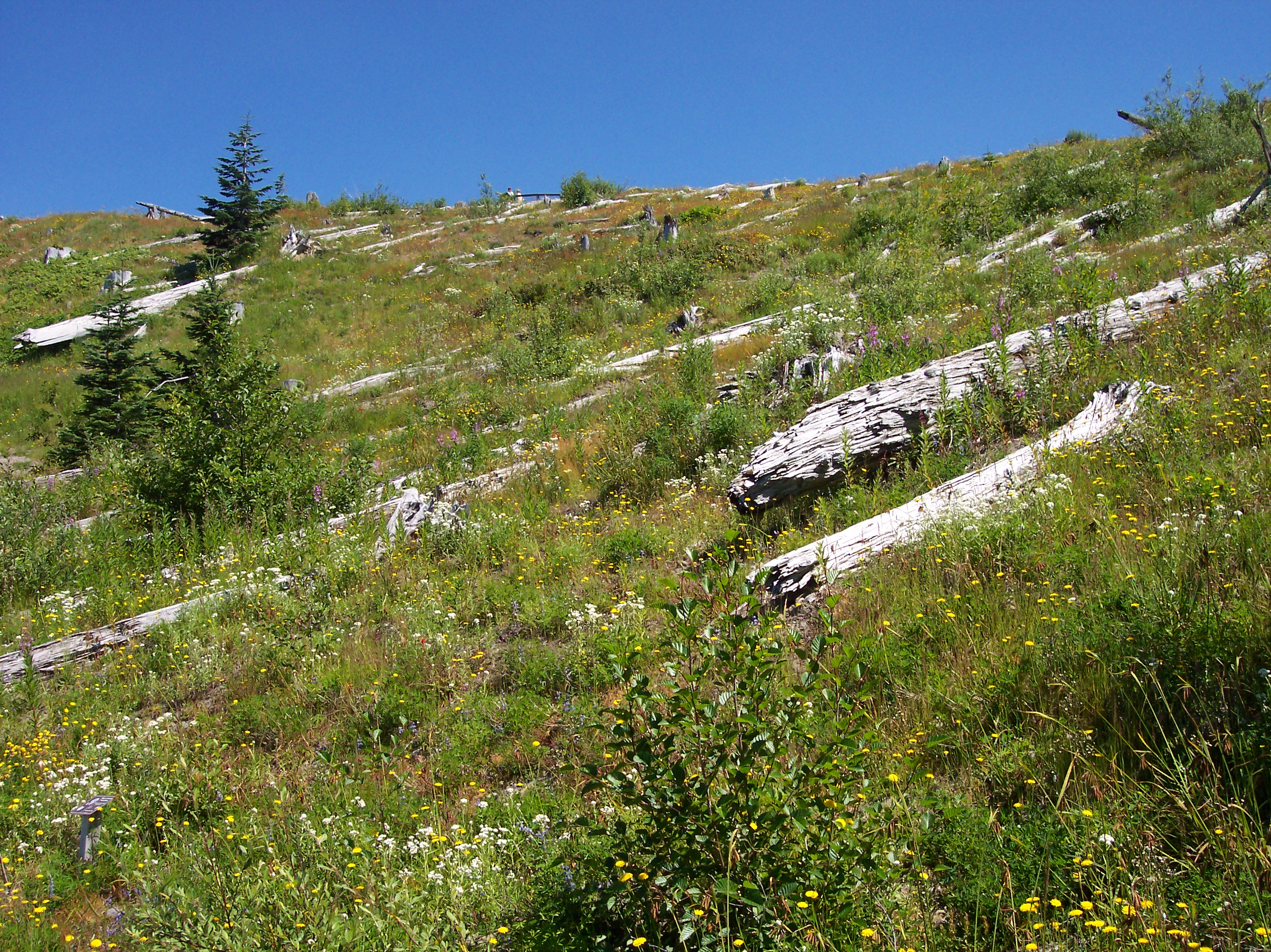
Vista des de l'observatori Johnston Ridge després de l'erupció.

El vulcanòleg francès Haroun Tazieff havia considerat el mont Saint Helens inofensiu i l'anomenava « petita Soufrière en referència a aquest volcà de Guadalupe. «Tanmateix, Haroun Tazieff s'havia conformat, unes setmanes abans de l'erupció del Mont Saint Helens, amb una visió general del volcà, al contrari del que sempre havia recomanat pel que fa al diagnòstic: la repetició de llargues observacions més properes al volcà. Els americans li havien prohibit anar a aquest volcà. De la mateixa manera que havia defensat la vigilància de Soufrière, indicant que sens dubte tindríem vint-i-quatre hores per evacuar en cas d'augment de magma fresc, quan va afirmar que la Saint Helens era una petita Soufrière, després d'una erupció freàtica, molt abans del desastre. Això, òbviament, no volia negar el risc posterior d'augment del magma, ja que aquesta era la seva valoració dels riscos a la Soufrière de Guadalupe. Finalment, el mont St. Helens va esclatar pocs minuts abans de l'hora prevista per al retorn de les 30.000 persones que havien estat desplaçades. Entre les víctimes hi havia el geòleg nord-americà David Johnston, un líder d'aquells que creien que el risc era real. El que no es podia preveure en aquell moment pels científics que desconeixien el fenomen, era que l'augment de gasos podria a la llarga «podrir» la roca del volcà, per argilar-la, fins al punt de provocar aquesta enorme esllavissada que desencadenaria l'erupció per descompressió de la columna de magma i desgasificació explosiva.
Un home de 84 anys anomenat Harry Truman va arribar a la fama per negar-se a abandonar la seva llar abans que comencés l'erupció malgrat les repetides peticions de les autoritats. El seu cos mai va ser trobat després de la tragèdia. En total van morir 57 persones. El resultat probablement hauria estat molt més alt si l'erupció s'hagués produït l'endemà, que era un dia feiner.
Entre les víctimes hi havia un geòleg de 30 anys anomenat David A. Johnston, situat a prop del volcà. A les 8 h 32, poc abans que la seva posició fos envaïda per un flux piroclàstic, Johnston va transmetre les seves últimes paraules: «Vancouver ! Vancouver !!» El seu cos mai no va ser trobat.
El President dels Estats Units Jimmy Carter, en veure els danys va declarar: «Algú va dir que el paisatge era lunar però la Lluna és un camp de golf comparat amb aquest lloc [42] ». Un equip de filmació va ser transportat a la muntanya el 23 de maig per filmar l'abast dels danys. Es van perdre durant les preses, però afortunadament van ser trobats sans i estalvis el 27 de maig per un helicòpter de la Guàrdia Nacional tot i que hi havia hagut una erupció el 25 de maig. La seva pel·lícula documental The Eruption of Mount St. Helens més tard es va fer popular.

## En la cultura

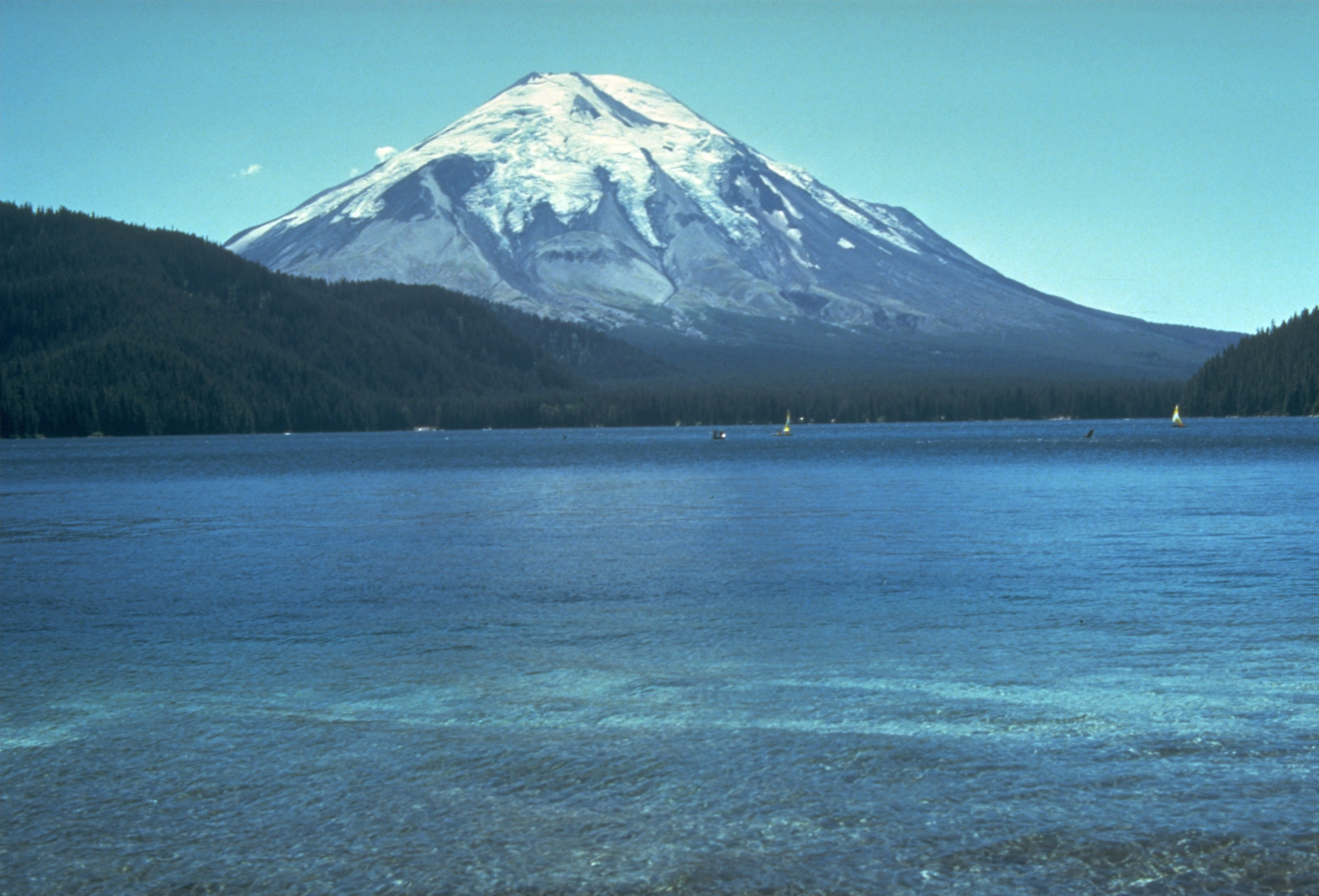
Les llegendes natives americanes es van inspirar en la bellesa dels volcans de la regió. La seva particular forma d'abans de 1980 li havia valgut el sobrenom de Mont Fuji d'Amèrica.

Els nadius americans tenien llegendes que explicaven les erupcions de volcans a la zona. El més famós d'ells porta el nom entre els klickitats de llegenda del pont dels déus. Segons ella, el cap de tots els déus Tyhee Saghali i els seus dos fills Pahto (també anomenat Klickitat) i Wy'east van baixar de l'extrem nord fins al riu Columbia a la recerca d'un lloc on establir-se. Van arribar a un lloc que ara es diu The Dalles i van quedar meravellats per la bellesa del paisatge. Els dos fills van discutir sobre la ubicació i per resoldre la baralla, el pare va disparar dues fletxes, una apuntant cap al nord i una altra cap al sud. Pahto va seguir la fletxa del nord i el seu germà la del sud. Saghalie va construir llavors el Tanmahawis (pont dels déus) perquè la seva família pogués reunir-se periòdicament. Quan els dos fills es van enamorar d'una bella dona anomenada Loowit, ella no sabia qui triar. Van lluitar per guanyar-se el seu cor cremant pobles i boscos a la batalla. La zona va ser devastada i la terra va tremolar tant que el pont va caure al riu creant les cascades del congost del Riu Columbia. Els geòlegs creuen que en realitat va ser una esllavissada que va bloquejar el riu. Per castigar-los, Saghali els va transformar en dues grans muntanyes. Wy'east es va convertir en Mount Hood i Pahto es va convertir en Mount Adams. Loowit es va transformar en el Mont Saint Helens i es manté com el malnom de la muntanya entre els klickitats.
El cràter del mont Saint Helens va servir com a lloc de rodatge per a una escena de la pel·lícula Dante's Peak (1997) en què se suposava que els vulcanòlegs havien de realitzar diverses mesures científiques relacionades amb aquest volcà fictici.